# Apiterapija
Med je u životu ljudi uvijek predstavljao zdravu i dostupnu namirnicu koja se održala usprkos pojavi jeftinijeg industrijskog šećera. U svim narodnim medicinama na svim krajevima svijeta bilježimo brojne recepte s više ili manje meda. Genetski modificirana moderna hrana, pušenje, stres, onečišćenost vode i neki lijekovi pogoduju nakupljanju štetnih tvari u organizmu, ali propolis uspješno sprječava pojavu bolesti Njegova je ljekovitost odavno poznata i u narodnoj se medicini med koristio za osnaživanje organizma, prije svega djece i starijih. I znanstvenici mu pripisuju antibakterijska, antiseptička i antioksidacijska svojstva. Med je iznimno koristan za zdravlje, a jača, tvrdi se, funkciju rada srca i krvotoka. Koliko je ljekovit znanstvenici još istražuju, ali o tome ne dvoje.

## Povijest
Povijest apiterapije seže nekoliko stoljeća unatrag, 20 stoljeća u Kini, značajno manje u Istočnoj Europi, i još manje u SAD-u. Med, propolis, pčelinji otrov, matična mliječ i vosak su prepoznatljivi kao induvidualne tvari. U Kini je već duže vremena poznata api-akupunktura, gdje se rabi pčelinji ubod. Kinezi često rabe matičnu mliječ kao temelj zajedno s pčelinjim otrovom. Sve zemlje već stoljećima rabe apiterapiju, kao jedan od oblika liječenja ali neovisno od drugih ili s minimalnim doticajem. Početkom ovog stoljeća pčelinje su proizvode proučavali mnogi liječnici u Europi i SAD. Ova su se istraživanja održala sve do pojave antibiotika. Tada se pažnja počela sve više posvećivati borbi protiv mikroba, a ne više toliko njihovim domaćinima i stanju njihovog imunološkog sustava. Početni veliki uspjeh antibiotika potakao je način razmišljanja koji je posebice raširen u SAD i koji je zapravo značajka moderne medicine. Danas se potpuno ignorira misao velikog francuskog filozofa Claude Barnard-a: “Mikrob nije važan! Važno je stanje njegovog domaćina.”

## Razvoj
Glavni pravci razvoja apiterapije su:
- Ostvarenje standardnih mjerila za proizvodnju, manipulaciju i prodaju pčelinjih proizvoda koji imaju lijekovita svojstva.
- Stvaranje liste standardnih indikacija bolesti koje se mogu uspješno liječiti pčelinjim proizvodima.
- Stvaranje kliničkih protokola kojima će se povećati učinkovitost liječenja pčelinjim proizvodima .
- Utvrđivanje glavnih pravaca razvoja apiterapije u svijetu.
- Prilagođavanje pčelinjim proizvodima situacijama u različitim državama.